# Podbrezová
Podbrezová (ungarisch Zólyombrezó) ist eine Gemeinde in der Mittelslowakei. Sie liegt am Fuße des Slowakischen Erzgebirges und der Niederen Tatra in der Tallandschaft Horehronské podolie, 10 km von Brezno und 35 km von Banská Bystrica entfernt.
Die Gemeinde entstand 1960 durch den Zusammenschluss der 6 bis dahin selbstständigen Orte Vajsková, Skalica, Chvatimech, Štiavnička, Podbrezová und Lopej und übernahm den Namen des Hauptortes. (Pod-)Brezová (wörtlich „unter der Brezová liegend“) entstand im 19. Jahrhundert auf den Fluren von Lopej um das 1840 gegründete Hüttenwerk. Erstmals offiziell erscheint Brezová 1863 im Namen Lopejvajszkovabrezova offiziell und ist nach dem gleichnamigen Berg benannt.
Das bedeutende Stahlwerk stand nach 1918 auf Grund der veränderten Wirtschaftslage immer wieder kurz vor der kompletten Stilllegung, dazu kam es aber aus strategischen Gründen nie. 1939 wurde das Werk unter dubiosen Umständen an die Reichswerke Hermann Göring angegliedert; nach 1945 kam es dann im kommunistischen Plansystem zu erheblichen Vergrößerungen, um vor allem die Rohrherstellung auf eine breite Basis zu stellen. Heute zählt der Röhrenhersteller Železiarne Podbrezová zu den größten Unternehmen der Slowakei.

## Bevölkerung
| Jahr                | 1994 | 2004    | 2014    | 2024     |
| ------------------- | ---- | ------- | ------- | -------- |
| Anzahl der Personen | 4178 | 4171    | 3965    | 3470     |
| Unterschied         |      | −0,16 % | −4,93 % | −12,48 % |

| Jahr                | 2023 | 2024    |
| ------------------- | ---- | ------- |
| Anzahl der Personen | 3503 | 3470    |
| Unterschied         |      | −0,94 % |